# Constantin Guys

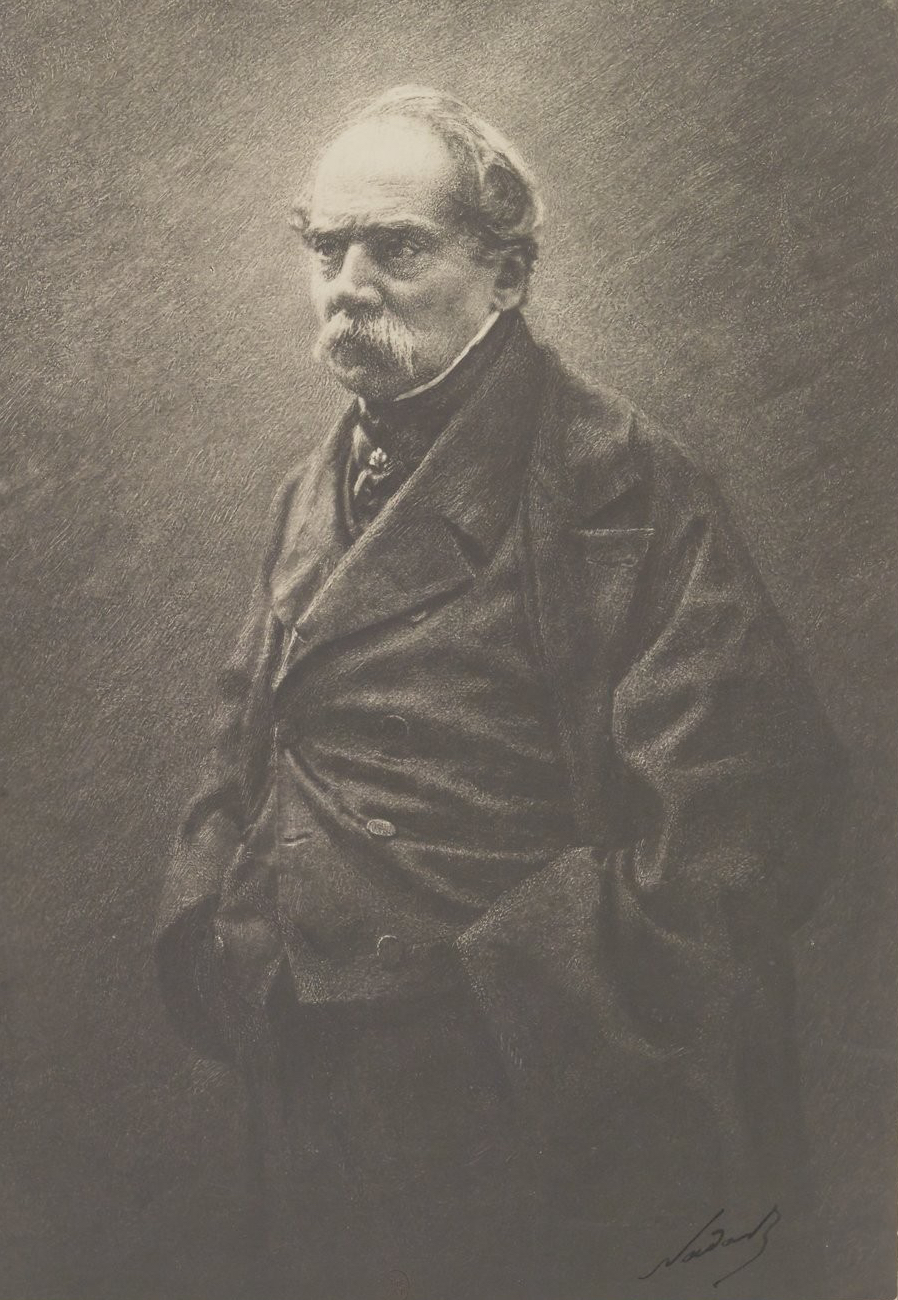
Guys gefotografeerd door Félix Nadar

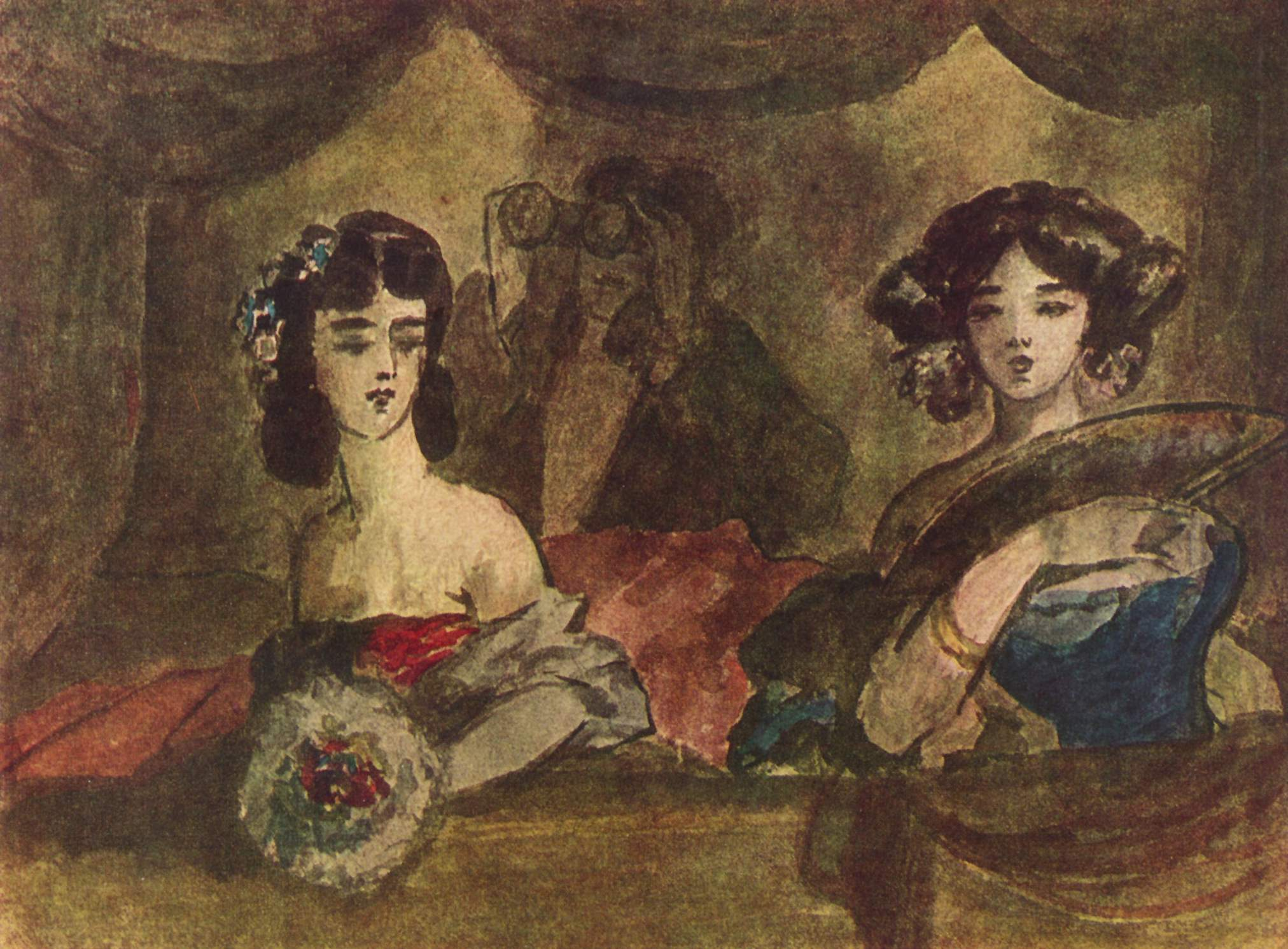
De loge, Graphische Sammlung Albertina (Wenen), Wenen

Ernest Adolphe Hyacinthe Constantin Guys (Vlissingen, 3 december 1802 – Parijs, 13 maart 1892) was een Nederlandse oorlogscorrespondent, aquarellist en tevens illustrator voor Britse en Franse kranten.
Baudelaire noemde hem de schilder van het moderne leven. Naast oorlogsscènes, vaak met paarden, schilderde Guys ook vaak revueartiestes, bordeelhoudsters, etc.
In Maatstaf jaargang 32 (1984) nr 1 (p.  48-66), schreef Hans Warren een geïllustreerd artikel Portfolio, Constantin Guys over Guys en zijn werk. Dat artikel is, zonder illustraties, ook opgenomen in Hans Warrens Geheim Dagboek 1982-1983 (2000), op 27 juli 1983 (p. 132-142).
Verder werd Guys aan de vergetelheid ontrukt door het boek Au pair (1989) van Willem Frederik Hermans, waarin een van de hoofdpersonen eindeloze monologen over deze kunstenaar houdt.

## Tentoonstellingen
- 1954 Stedelijk Museum Vlissingen
- 1990 Stedelijk Museum Vlissingen